# Bracon filizae
Bracon filizae är en stekelart som beskrevs av Ahmet Beyarslan 2002. Bracon filizae ingår i släktet Bracon och familjen bracksteklar. Inga underarter finns listade.